# Penisnijd

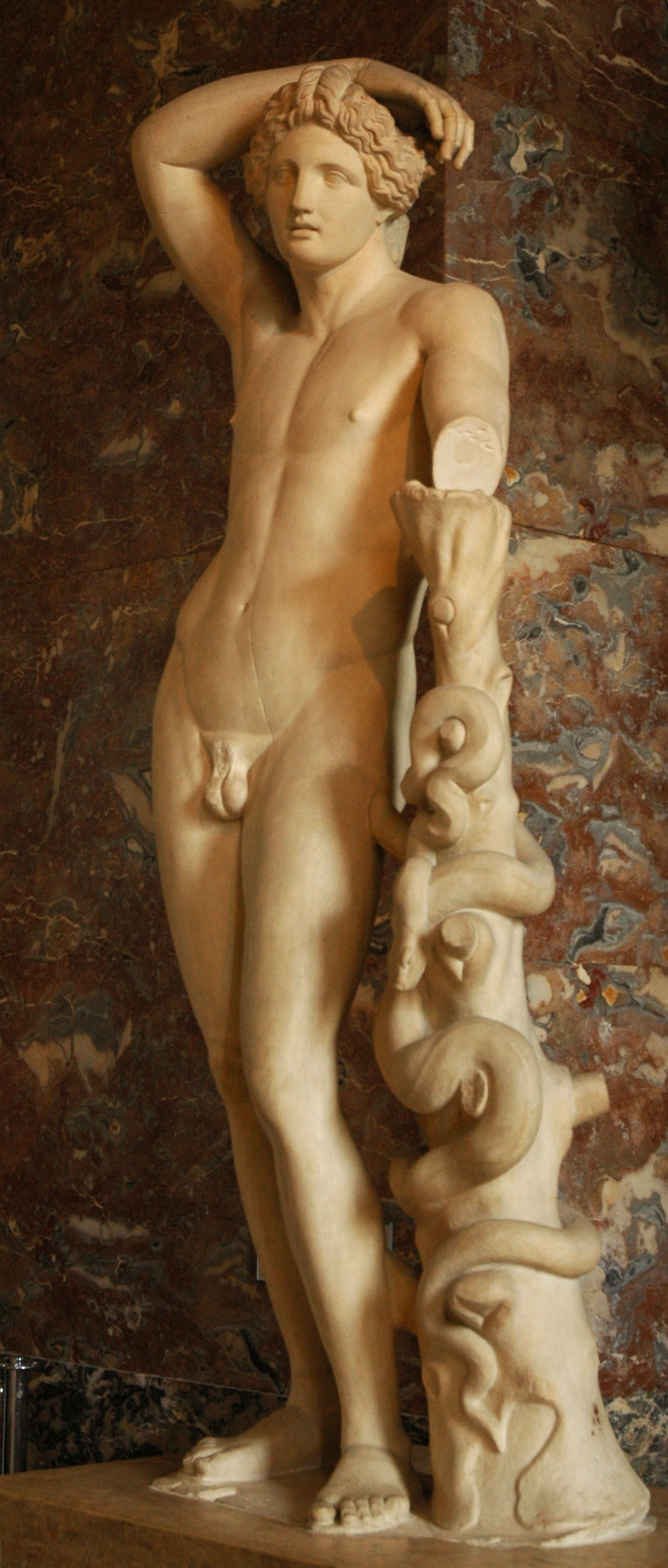
Een verminkt beeld van Apollo

Penisnijd is een term uit de freudiaanse psychoanalyse, afkomstig uit de theorie dat een meisje tijdens haar psychoseksuele ontwikkeling beseft dat ze geen penis heeft. Freud beschouwde dit besef als een beslissend moment van ontwikkeling van gender en seksuele identiteit voor vrouwen. Het besef van jongens dat meisjes geen penis hebben leidt volgens Freud tot castratieangst.
In het hedendaagse taalgebruik wordt met de term 'penisnijd' vaak het veronderstelde verlangen van vrouwen aangeduid naar het bezit van een eigen penis.